# Bahnstrecke Arnstadt–Ichtershausen
| Streckennummer: | 6733                 |                                                      |                                                      |
| Kursbuchstrecke: | 164d (1934) 189b     |                                                      |                                                      |
| Streckenlänge: | 5,1 km               |                                                      |                                                      |
| Spurweite: | 1435 mm (Normalspur) |                                                      |                                                      |
| |                      |                                                      |                                                      |
| \| \| \| von Neudietendorf \| \| \| \| \| Arnstadt Hbf \| \| \| \| \| nach Ritschenhausen \| \| \| \| 0,0 \| Arnstadt Ost (bis ca. 1952 Arnstadt AIE) \| Arnstadt Ost (bis ca. 1952 Arnstadt AIE) \| \| \| 0,9 \| Arnstadt Bierweg ab etwa 1952 \| Arnstadt Bierweg ab etwa 1952 \| \| \| \| div Anschlüsse im Stadtgebiet \| \| \| \| \| Streckenende vor dem Zubringer zur A 71 \| \| \| \| 2,6 \| Rudisleben (bis 1912 Versorgung der Saline Arnshall) \| Rudisleben (bis 1912 Versorgung der Saline Arnshall) \| \| \| 4,3 \| Ichtershausen Hp \| Ichtershausen Hp \| \| \| 5,1 \| Ichtershausen \| Ichtershausen \| |                      |                                                      |                                                      |
| Strecke |                      | von Neudietendorf                                    | von Neudietendorf                                    |
| Bahnhof |                      | Arnstadt Hbf                                         | Arnstadt Hbf                                         |
| Abzweig geradeaus und nach rechts |                      | nach Ritschenhausen                                  | nach Ritschenhausen                                  |
| ehemaliger Bahnhof | 0,0                  | Arnstadt Ost (bis ca. 1952 Arnstadt AIE)             | Arnstadt Ost (bis ca. 1952 Arnstadt AIE)             |
| ehemaliger Haltepunkt / Haltestelle | 0,9                  | Arnstadt Bierweg ab etwa 1952                        | Arnstadt Bierweg ab etwa 1952                        |
| Abzweig ehemals geradeaus und nach links |                      | div Anschlüsse im Stadtgebiet                        | div Anschlüsse im Stadtgebiet                        |
| Grenze (Strecke außer Betrieb) |                      | Streckenende vor dem Zubringer zur A 71              | Streckenende vor dem Zubringer zur A 71              |
| Bahnhof (Strecke außer Betrieb) | 2,6                  | Rudisleben (bis 1912 Versorgung der Saline Arnshall) | Rudisleben (bis 1912 Versorgung der Saline Arnshall) |
| Haltepunkt / Haltestelle (Strecke außer Betrieb) | 4,3                  | Ichtershausen Hp                                     | Ichtershausen Hp                                     |
| Kopfbahnhof Streckenende (Strecke außer Betrieb) | 5,1                  | Ichtershausen                                        | Ichtershausen                                        |

Die Bahnstrecke Arnstadt–Ichtershausen war eine Nebenbahn in Thüringen. Sie wurde zunächst von der Arnstadt-Ichtershausener Eisenbahn (AIE) betrieben.

## Geschichte

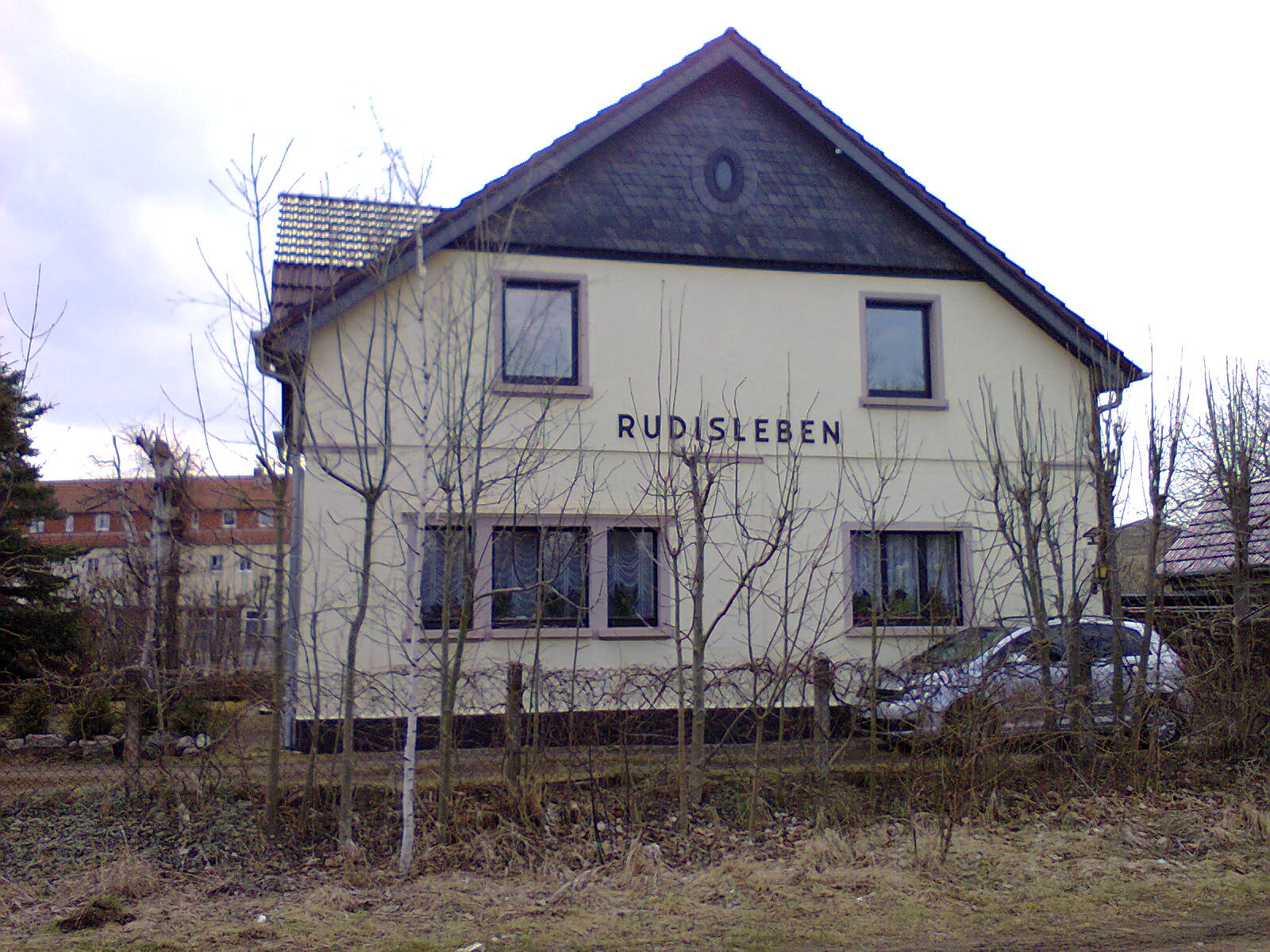
Ehemaliger Haltepunkt Rudisleben, bis 1912 Verladebahnhof der Saline Arnshall

Der Eisenbahnunternehmer Herrmann Bachstein eröffnete am 13. Dezember 1885 eine fünf Kilometer lange, normalspurige Eisenbahnstrecke, die ihren Ausgangspunkt in Arnstadt im Fürstentum Schwarzburg-Sondershausen hatte. Von dem eigenen Bahnhof der AIE, der mit dem 500 Meter entfernt gelegenen Arnstädter Hauptbahnhof durch ein Gleis verbunden war, das nur dem Güterverkehr diente, führte sie in nordöstlicher Richtung im Tal der Gera nach dem Flecken Ichtershausen (1910: 2.500 Einwohner) im Herzogtum Sachsen-Coburg und Gotha und sollte später nach Erfurt verlängert werden.
Unmittelbar neben dem Haltepunkt Rudisleben befand sich bis 1912 die Saline Arnshall, seit 1883 im Besitz der Gebrüder Flaschendräger. Diese lieferten in der Blütezeit jährlich bis zu 1000 Tonnen Salinensalz und bezogen für die Siedepfannen westphälische Steinkohle per Eisenbahn.
Am 18. Februar 1895 ging die Bahnstrecke in das Eigentum der Süddeutschen Eisenbahn-Gesellschaft über, doch führte bis zum 31. März 1921 die Betriebsleitung Arnstadt der Centralverwaltung für Secundairbahnen Herrmann Bachstein weiterhin den Betrieb. Der Fahrzeugpark der Bahn bestand 1939 aus drei Dampflokomotiven, drei Personenwagen, fünf Güterwagen und einem Omnibus.
Nach dem Einzug der sowjetischen Besatzungstruppen in Thüringen wurde die Bahn 1946 unter die Verwaltung des Landes Thüringen gestellt, dann ab 1. April 1949 der Deutschen Reichsbahn eingegliedert.
Der Personenverkehr von Ichtershausen Haltestelle bis zum Endbahnhof Ichtershausen wurde am 17. Mai 1953 eingestellt, da der Streckenabschnitt auf der Hauptstraße des Ortes verlief. Die Gleise wurden 1955 abgebaut. Auf dem übrigen Teilstück wurde der Personenzugverkehr – maximal sechs Zugpaare täglich – bis zum September 1962 aufrechterhalten, als er vollständig durch Omnibusse ersetzt wurde. Schon seit dem 1. September 1931 verkehrte parallel zur Bahn eine Omnibuslinie, deren Fahrplan vor dem Zweiten Weltkrieg einen 30- bis 60-Minuten-Takt vorsah.
Der Güterverkehr, der zahlreiche Industriebetriebe im Geratal bediente, nahm ebenfalls nach und nach ab und beschränkte sich um 1990 auf die Bedienung von Anschlussgleisen in Arnstadt und Rudisleben. Mit dem Neubau der A 71 entstand ein neuer Straßenzubringer, der die noch bestehende Trasse durchschnitt. Damit wurde der Bahnhof Rudisleben vom Eisenbahnnetz abgeschnitten und stillgelegt. Der Güterverkehr Arnstadt–Arnstadt Ost wurde am 30. September 1996 eingestellt. Das Gleis ist als Bahnhofsgleis noch vorhanden.